# HD5823
HD5823 є хімічно пекулярною зорею спектрального класу
F2 й має видиму зоряну величину в смузі V приблизно 10,0.

## Пекулярний хімічний вміст
Зоряна атмосфера HD5823 має підвищений вміст 
Cr
.